# バトルテック
バトルテック (BattleTech) は、米国のゲーム会社FASA社が製作した未来世界を舞台にしたロボット兵器同士の戦闘を楽しむウォー・シミュレーションゲームやその派生作品のシリーズ名および商標名。
初期の段階では設定や挿絵等を、『ロボテック』や各種のジャパニメーションから流用（無断使用）していたため日本では混同されることも多いが、本作はそれらの作品とは別物の、完全オリジナルの世界感である。
ライセンスはFASA社が登録していたが、WizKids社をへて、2008年からCatalyst game labs社が管理を行っている。

## 概要
バトルテックシリーズはFASA社が1984年に発表したボードゲーム型のウォー・シミュレーションゲーム『バトルテック』を元祖とし、様々な追加ルール集やデータ集が発売された他、『メックウォーリアシリーズ』などのロボットアクションゲームやSF小説シリーズ、TVアニメーションが発表された。ボードゲームやコンピュータゲーム、ミニチュアゲーム、テーブルトークRPGの『メックウォリアー』などは日本語版も制作され、日本でも展開されている。
シリーズの元祖であるボードゲーム『バトルテック』は、1984年の初版発売時は『バトルドロイド』 (BattleDroids)のタイトルで発売され、ゲーム中に登場する人型ロボット兵器の総称もゲーム名と同じ「バトルドロイド」だった。しかし、「ドロイド」はジョージ・ルーカスとルーカスフィルムの登録商標であり、第2版からゲームタイトルを『バトルテック』に、機体の総称を「バトルメック」（メック）に変更した。
FASA社は2001年に解散し、BattletechのライセンスがWizKids社、FanPro LLCに移管。WizKids社はミニチュアゲームとしてMechWarrior:DARK AGEを展開し、ホビージャパンが国内で販売を行った。

### デザインの無断使用
『バトルテック』の初期の版では、日本のテレビアニメ『超時空要塞マクロス』のバトロイド、デストロイドや『太陽の牙ダグラム』のコンバットアーマー、劇場版「クラッシャージョウ」のハンターメカのメカニックデザインや設定などを無断使用しており、その点で非常に注目を集めた。
特にバトロイドは、宇宙でも使用可能な気圏戦闘機に変形することができる高性能メック、『Land-Air 'Mech』(LAM)というそのままな設定とされ、『Aerotech』なる空戦用サプリメントに掲載された。なお、これは主に宇宙空間からの降下、戦闘機による近接航空支援や戦闘機同士の空中戦も扱ったサプリメントであり、LAMの扱いはそれほど大きくない。
当時は米国内で日本製アニメーション作品への注目度が上がってきた時期であり、他方日本はまだこの時代、これらアニメーション作品の海外輸出を真面目に考えておらず捨て売りしていた。そのため、この盗用に関して目立った問題とは見なされていなかった部分もある。
この盗用の件で、米国にてこれらの日本製アニメーションのライセンスを取得して再構成したアニメーション作品『Robotech（ロボテック）』を製作していたハーモニーゴールド USAからデザインの使用停止を求められた。訴えは認められ、旧デザインのメックは「なかったこと」にして独自デザインのものだけが「メック」として残ることになる。アメリカ人デザイナーによる新デザインはカートゥーンアニメを思わせるデザインに無骨なテクスチャとなっており、この骨太なデザインセンスが「日本ロボットアニメのパクリ」というかつての悪名を払拭するくらいのインパクトと個性を出すことに成功しているともいえる。
その後、『MechWarrior Online』などを手がけるPiranha Gamesとハーモニーゴールド USAとの間で和解が成立し、ハーモニーゴールドUSAが版権を持つ日本のアニメのメカをモチーフとした機体については、少なくとも、『MechWarrior Online』では使用が継続されることとあんった。また、原作ボードゲーム「バトルテック」を展開するCatalyst Game Labsに対する訴訟も和解となった一方、『BATTLETECH』を手がけたHarebrained Schemesへの訴訟は棄却となった。
1992年に富士見書房より日本語版が発売されたボードゲーム『バトルテック』では、米国で書き直された新デザインのイラストは一切使用せず、『マクロス』のメカデザイナーである河森正治による新規オリジナルデザインが使用された。これらのメカデザインは、もともと河森がデザインしたデストロイド等の盗用されていた元祖のデザインとは似ても似つかぬ"日本風"に変更されて普及に一役買った。なお、元のデザインがそれとなく判るように意図的に似せているメックもあった。なお一部マニアは米国版の新デザインをかたどったソフビ製のフィギュアユニットを米国から購入、使用する風景も見られた。

## ボードゲーム
ボードゲーム『バトルテック』は、戦場を模したヘクスマップ上にメックのコマを何枚か配置して、メック同士を戦わせるという一般的なウォー・シミュレーションゲームの体裁をとっている。プレイヤーは自軍の資金やメックの重量の制限内でメックの武装や装甲を改造できるのが特徴で、ゲームに使用することができるメックや武装パーツは数多くのエキスパンションセットを別個購入することで増やすことができた。この、「自分の好きなメックを作り出すことができる高い自由度」は他の類似ゲームに対する強烈な個性となっている。
初版は1984年に『バトルドロイド』の名称で発売。以後、バージョンアップが繰り返され、いくつもの追加ルール（エキスパンション）も発売された。日本では1992年～1994年にかけてラインナップの一部が富士見書房より翻訳発売された。翻訳を担当したのはグループSNEの清松みゆき。日本語版では機体のデザインが河森正治によって描き直されている。
ボードゲーム『バトルテック』はマニアックなカスタマイズ性（自由度の高さ）が特徴ではある。ただし、それゆえにゲームルールの複雑化を招いており、コアなマニアとそうでない者の評価の格差は激しい。「メカ物の発祥地」であるはずの日本では、逆に大きなブームを起こせなかった。
本作は、日本語版翻訳を担当した清松がデザインしたソード・ワールドRPGにも影響を与えた。その大きなものがミサイルの命中本数表でありソードワールドにおけるレ―ティング表のアイデアに繋がる。

### ゲームの特徴

#### 命中判定
武装カスタマイズの複雑さが本作の特徴だが、武器の命中判定はシンプルである。どの武器であっても、六面体サイコロ二個によって行われる上方判定で行う。武器毎に専用の細かい表があり、サイコロの出目と表をつきあわせることで敵機にどのような損害を与えたかが決定される。

#### 重量と武装
メック同士の戦闘は「射撃の雨を浴びせて敵メックの装甲、武装、その下の内部中枢やエンジン等を破壊して、ようやく敵メック一機を撃破する。そしてその間、自機も敵からの射撃の雨を浴び続ける」という力押しの射撃戦が基本である。ただし、バトルテックでも運が良ければわずか数発の命中で、搭載弾薬が誘爆し敵を撃破できる事はある。
また、そういうシステムである以上、重装甲・重武装のメックが有利になる。『バトルテック』ではメックに設定された重量によって装甲や武装に限界が発生するため、基本的には重いほど強いという一般則がある（なお、機体の大きさや小ささはシステム上考慮されていない）。
メックは重量が増すたびに鈍重になり移動力や回避性能が劣化するという弱点もあるため、軽量級が優位に立つシチュエーションもあるにはある。しかし、ゲームはアニメと違って、バランス上どんなに回避が高くても当たるときは当たるため、回避性能を強化して軽量級メックを強くするのは難しい部分もある。特に『バトルテック』をテーブルトークRPGとして遊ぶための拡張ルール『メックウォリアー』を導入すると、せっかく育てたキャラがあっけなく死んでしまわないように考慮が必要であるため、回避型より重装甲型の方がどうしても重用される傾向がある。

#### 部位の概念
メックは手、足、胴体、背部、頭部など、各部位ごとに耐久力が存在しており、敵からの攻撃が命中した場合は、その部位の耐久力が削られる。また、武器も各部位ごとに装備でき、手にはライフルや剣を持ち、脚にはミサイルポッドや予備弾薬をつけるなどといったことも可能である。弾薬などを装備している部位が攻撃されると誘爆し大ダメージを食らうこともある。各部位ごとに自在に装甲を施す事も可能で、弾薬を積載し弱点となり易い場所は重点的に、多少破壊されても困らない所は装甲を削って重量を他に回す事も出来る。背部装甲を前面装甲に回せば「後ろから撃たれるとすぐ破壊されるが、とにかく前からの攻撃には強くする」といったカスタマイズになる。ただし頭部（コックピット）は装甲を厚くすることができないため、どのメックでも弱点となる。
歩行兵器であるため、足へのダメージは致命的問題となる。加えて、動けなくなったメックは鹵獲することが可能である。作中世界におけるメックはオーバーテクノロジーの産物で、簡単に改造・製作はできないため、敵軍から奪ったメックはパーツ改造のための重要な資源になる。このため、両足が破壊されてメックが動けなくなると、敵に鹵獲される前に自爆してしまう等の保全機構がある。

#### 熱
本作においては、メックが何か行動をするたびに負荷がかかることで、熱ポイントがたまっていく。熱は一定時間ごとに多少は排熱されていくが、戦闘中は排熱される熱ポイントよりも蓄積される熱ポイントの方が大きくなることが多い。メックの動力は核融合炉であり、機体の温度上昇は融合炉暴走を招くため、熱ポイントがある一定以上たまると安全装置が働き自動停止（シャットダウン）する可能性が発生する。指定された熱ポイント以上になる度に自動停止判定を行わなければならず、判定に失敗すると自動停止となる。なお、安全装置を解除させる手段は存在するものの、熱ポイントがたまりすぎると今度は自爆の可能性がある。
戦闘中にシャットダウンしてしまえば、再起動までのわずかな時間ではあるが、好き勝手に撃たれ放題となってしまう。そのため、シャットダウンが起こらないように戦闘の合間合間でメックを休息させながら戦う必要がどうしても出てくる。
一部、熱の心配をする必要の無い機体も存在するが、その様な機体には必ずと言って良いほど「初心者向けだが攻撃力不足」のレッテルが貼られている。

## テーブルトークRPG
ボードゲーム版の『バトルテック』にはテーブルトークRPGとして遊ぶための拡張ルール『メックウォリアー』が存在する。これは日本語版も富士見書房より1993年に発売されており、リプレイ集やシナリオ集なども出版されていた。日本語版はボードゲーム版と共に現在では絶版。
テーブルトークRPG版ではメックのパイロットをプレイヤーキャラクターとして創造することができ、パイロットの能力によりメックの戦闘性能が大きく変わるようになっている。もちろん、メックで戦っていないときの「戦士の日常」も普通のテーブルトークRPGのように楽しむことができ、より｢日本のロボットアニメ」的な展開を楽しみやすくなっている。成長の要素もあり、キャラクターがメックの操縦に習熟してくさまやメックを改造して強化していく過程、また戦闘によりメックを失い（失機してしまい）新たな機体を得るまでの屈辱の日々などは、様々な戦場ドラマを生み出せるようになっている。
テーブルトークRPG版では、プレイヤー1人につき1人のパイロットと1人のバックアップスタッフ（メカニックなど）をキャラクターとして創造し、その2人のキャラクターを同時に動かすのが基本である。バックアップスタッフもキャラクターとして操れるのは、パイロットの能力がメック戦闘に偏りがちで、メックに乗っていないシチュエーションのシナリオを楽しみにくいからという配慮である。設定的には、メックパイロットはたとえ傭兵と言えども、騎士階級に当たるため雑用はやらない、とされている。ただし、後のバージョンではパイロットのみをプレイヤーキャラクターとして操ることに変更された。
プレイヤーキャラクターは全員で一つの小隊を組みミッションにあたる。プレイヤーキャラクターは1人につき1台のメックを持つ。つまりメック戦闘では1人のプレイヤーは1台のメックのみを操ればよいので、複数台のメックを管理して戦いあうボードゲーム版より管理は楽なものになっている。一方でゲームマスターは敵勢力のメックを全て1人で管理せねばならず、場合によってはボードゲーム版より管理に負担がかかることもある。

## ミニチュアゲーム
ミニチュアゲーム版は2002年に『メックウォリアー：ダークエイジ』の名前でWizkids社より発売された。日本語版もホビージャパンより同時発売している。
同じくWizkids社が発売している『メイジナイト』や『HeroClix』と似たルールが使われており、キャラクターのステータスやダメージをミニチュアの台座にあるゲージをクリックすることで管理できるゲームになっている。そのため、攻撃のたびにキャラクターシートやデータカードを参照したり、受けたダメージの記録などを行う必要がない。ルールはかなりシンプルでバトルテックの他のメディアに比べると軽く遊ぶことができる。
『メックウォリアー：ダークエイジ』ではこのゲージが二種類あり、通常のダメージとは別に「熱の溜り具合」も管理するようになっていて、「メックらしさ」は十分に味わうことができる。なお、この熱の溜り具合を管理するゲージはメックのミニチュアの台座にのみついていて、一般戦闘車両や歩兵師団のミニチュアの台座にはついていない。
しかし、日本では大きなブームを起こすにはいたっていない。

## トレーディングカードゲーム
トレーディングカードゲーム版は1996年にウィザーズ・オブ・ザ・コースト社から発売された。スターターパックにはカード60枚、ルールブック1部、6面ダイス1個が付属している。なおこのゲームは日本国内では、主に英語版が輸入されて発売された。日本語版は発売されていない。

## コンピューターゲーム
パーソナルコンピュータおよびコンシューマゲーム機向けのゲームソフトシリーズが各社より展開されている。
バトルテックのコンピュータゲームとしては1988年にメック戦士を主人公としたRPG『BattleTech: The Crescent Hawk's Inception』（Infocom社）が初となる。それ以降はメックの操縦シミュレータ系のアクションゲームがほとんどで、自身がメックに搭乗し、僚機とともにミッションをこなして行く「メックウォーリア」や、メック部隊を指揮して敵地進攻のミッションをクリアして行く「メックコマンダー」、Xbox用アクションゲームの「メックアサルト」といったタイトルで発売されている。
コンピュータゲーム化の権利はボードゲーム版の権利を持つFASAよりインフォコム社、アクティビジョン社、Microprose社、FASA Interactive社、マイクロソフト社等様々なパブリッシャーに許諾されていたが、2007年に解体されたFASA Interactive社よりボードゲーム版のデザイナーだったジョーダン・ワイスマンが権利を買い戻し、Smith & Tinker社を設立して旧FASAのゲームの権利を管理している。
2009年にはSmith & Tinkerより許諾を受けたカナダのPiranha Games社が7年ぶりのシリーズ新作の発売を発表した。
コンピュータゲーム版では、僚機との連携が重要となる。僚機に指示を出して安全な標的を殲滅している間、自分はターゲットとなる隊長機を撃破したり、敵を貶めるためにあらかじめ僚機を伏兵とし、機関停止させてセンサーに引っ掛からない状態で待機させ、敵を誘き出した所で味方機に攻撃させたり、などの戦術も可能である。僚機もろとも敵陣に切り込んで、その圧倒的火力で打ち倒す事も可能である。逆にプレイヤーの側が停止状態でセンサーに掛からなかった敵に後から攻撃される事もある。メックの多くは前面よりも背面装甲の方が薄い。なお、ボードゲームでは原則として全て見えている状態でプレイするので、自ら機関停止させることはない。
バトルテック
アーケードゲームのバトルテック。日本のスーパーファミコンにも移植された。ロボット搭乗シミュレーターとしてのゲームの基本的な仕組みは本作品で確立されている。
メックウォリア（ビクター音楽産業）
PC-98およびX68000シリーズ用。日本で発売された時は『バトルテック～奪われた聖杯～』というタイトルだった。主人公は惑星世界の次期当主で、当主の座を狙う親族の陰謀で故郷を追放され、当主の証である聖杯を取り戻すストーリーとなっている。ストーリー本筋ではアドベンチャー形式の選択肢が表示され、正しい選択肢を選ばないと即ゲームオーバーとなった。また、制限期間内に聖杯を取り戻せないとエンディングに辿り着けない仕様となっている。
メックウォリア 2 ~31st Century Combat~ （アクティビジョン）
Windows 95用。
従来の中心領域とは異なる世界を舞台に、氏族という謎の戦士たちが登場しており、同作においてはウルフ氏族とジェイド・ファルコン氏族の抗争を描く。どちらの氏族でもプレーでき、それぞれ違ったミッションがプレーできる。氏族の正体はこの後に発売された「メックウォリア 2 傭兵部隊」で明かされることになる。なお、時代的には「傭兵部隊」よりあとになる。本作はグラフィックAPIが乱立していた時代に発売された作品で、通常販売の他に、各社のグラフィックカードに専用版がOEMとして添付されていた。対応APIにはGlide, ATI3DCIF, Matrox Simple Interface (MSI), S3d, S.G.L, Direct3Dなどのバリエーションが存在する。Windows 9x向けに開発されたため、当時のスペックに合わせた実機を用意するか、現代的なPCでは仮想マシンにnGlideかdgVoodooをインストールしてGlideをDirect3Dに変換可能にした後に、MechVMを使って動作させる必要がある。MechVMの方法でも、Windows 8以降のOS上では正常に動作しない。
日本国内においては、1997年8月28日にPlayStation用ソフトが発売された。
メックウォリア 2 傭兵部隊（アクティビジョン）
Windows 95用。
舞台は再び中心領域となる。プレーヤーはかつて共に戦った傭兵部隊の隊長から遺産として受け継いだバトルメック「コマンドー」と大金を元手に傭兵部隊を立ち上げる。戦国時代である今、ドラコ連合、ライラ共和国、恒星連邦はもとより、辺境の小国でさえ傭兵の助けを欲している。コムスター通信には常に様々な危険な任務の依頼が公募されており、プレーヤーはそれらの中から好きなミッションを選んでいき、金を稼いで部隊を大きくしていく。任務は護衛、破壊工作、敵の全滅、秘密任務などバラエティに富み、依頼の中には海賊の罠など詐欺まがいのものまである。また時間の経過概念もあり、一方の任務を受けるともうひとつの任務は受けられないなどリアリズムのあるものとなっている。依頼主からの報酬のほかに、ミッションの中で破壊した敵メックをスクラップ業者に売却したり、敵メックを無傷で捕獲すればただでメックやメックウォリアが手に入る。また、メックウォリアを求人したり解雇することも可能。一人で任務を遂行することも、ランスを組んで戦うことも可能であり、簡単な経営シミュレーションと本格的なロボットFPSの両建により、自分がバトルテックの世界の中の傭兵隊長になった気分が味わえるようになっている。物語の中盤からストーリーは急転し、「メックウォリア 2 ~31st Century Combat~ 」で登場した氏族が謎の侵略者として登場する。やがて氏族の猛威を防ぐため、中央星域全ての国家が一時的に連合を組み、プレーヤーもその全面戦争の渦中の中で活躍していくことになる。なお、傭兵ランキングで常にナンバー1として表示されているのは、小説「バトルテック」の主人公「グレイ・デス軍団」である。バトルテックの中でかつてないほどの壮大なスケールの大戦争を描いた作品であり、その後のバトルテックの世界観を一変させた。本作はグラフィックAPIが乱立していた時代に発売された作品で、通常販売の他に、各社のグラフィックカードに専用版がOEMとして添付されていた。対応APIにはGlide, ATI3DCIF, Matrox Simple Interface (MSI), S3d, S.G.L, Direct3Dなどのバリエーションが存在する。Windows 9x向けに開発されたため、当時のスペックに合わせた実機を用意するか、現代的なPCでは仮想マシンにnGlideかdgVoodooをインストールしてGlideをDirect3Dに変換可能にした後に、MechVMを使って動作させる必要がある。MechVMの方法でも、Windows 8以降のOS上では正常に動作しない。
メックウォリア3（マイクロプローズ）
Windows 95/98用Template:RT。
『メックウォリア 2 傭兵部隊』で描かれた氏族と中心領域連合軍の大戦争「ツカイードの闘い」の直後のストーリーを描く。『メックウォリア 2 傭兵部隊』のような自由度はなく、一本のストーリーにそったミッションをこなしていく作品である。CD版のほかに当時としては珍しかったDVD版も発売された。ゲームとしての出来はロボットFPSとして最高峰だった。しかしバグもあり、パッチを当てないとクリア不可能なミッションもある。
日本国内においては、1999年7月9日に英語版（日本語マニュアル付き）が発売されたTemplate:RT。
あらすじ
それまで中心領域の人類を見下していた氏族たちは、「ツカイードの闘い」を通じて互いの実力を認め、中心領域の国家と和解した。しかし、いまだ徹底抗戦を唱える氏族も少なくなかった為、中心領域軍は氏族の根拠地「ストラナメクティ」とスモークジャガー氏族の拠点「ハントレス」に侵攻し、いずれも陥落させる。プレーヤーはエリダニ軽機隊の傭兵となり、惑星「トランキル」に潜むスモークジャガー氏族の残党と戦う。
メックウォリア4
Windows用。舞台は再び中心領域の惑星となり、連邦＝共和国の内戦を描く。前作同様、自由度は無く、一本のストーリーに沿ってミッションをこなしていくが、最後に選択肢が現れて選んだ選択肢で結末が変わるマルチエンディングを採用した。グラフィックも大幅に向上しており、夜間に出撃する事が出来る。また、ビジュアルシーンでは実写撮影された人物が登場する。
追加シナリオとして、連邦＝共和国内戦の影で暗躍する謎の傭兵部隊との闘いを描いた『メックウォーリア4：ブラックナイト』がある。
メックウォーリア4：傭兵部隊
シリーズの集大成とも言える作品で、傭兵部隊を率いて連邦＝共和国内戦の戦場を駆け抜ける。プレイヤーは「グレイデス軍団」「ウルフ竜騎兵団」「ケル・ハウンド」「ノースウィンド・ハイランダーズ」のいずれかに所属する傭兵で、軽量級メック1個小隊とまとまった資金を元手に独立傭兵部隊を立ち上げる。基本的には『メックウォーリア2 傭兵部隊』と同じく様々な任務をこなしながら部隊を拡大させていく。中盤からは、キャサリン・シュタイナー・ダヴィオンかヴィクター・シュタイナー・ダヴィオンの勢力に所属して、もう一方の勢力と戦っていく。エンディングは選んだ所属によって変化し、場合によっては全てを棄てて氏族に入る事を選ぶエンディングになる。英語版はフリーソフト化されており、公式ホームページなどでダウンロード出来る。
日本語版はメディアクエストから2003年7月3日に発売されており、同年7月5日・6日には、秋葉原のラオックス アソビットシティで「メックフェスティバル 2003」という発売記念イベントが開催された。
BATTLETECH (Harebrained Schemes/Paradox Interactive)
2018年4月25日発売。ターン制戦術ゲームとなっている。辺境の中小国「御者座連合 Aurigan Coalition」(公式ルールの地図では無人地帯だったところに、このゲームのため新たに設定された国家)でクーデターが発生。主人公らの傭兵部隊は、女王の復位に協力するため戦うストーリー。

MechWarrior 5:Mercenaries
メックウオーリアシリーズのナンバリングタイトルとしては、12年ぶりの新作。第三次継承権戦争の最中の3015年から、第四次継承権戦争終結となる3049年までの世界が描かれている。
シングルモードでは主人公が父親の仇を討つストーリーミッションの他、傭兵として宇宙内の各勢力の争いに加わり、収入や名声を得てメックや武器の購入、傭兵の雇用などにより体制を強化するというオープンワールドな内容となっている。
ミッションでは合計4機のメックによる任務遂行が可能で、オンラインによる協力プレイも可能。
フライトスティックなどのゲームデバイスにも対応し、またGeforce RTXシリーズなどのリアルタイムレイトレーシングにも対応している。
ネット上ではMODも充実しており、HUDやエフェクトなどビジュアル面での改善からミニチュア版バトルテックのルールに則したゲームバランスの変更やメックの武装変更の詳細化など、さまざまなものがある。
日本国内においては、2019年9月10日に発売されたが、日本語ローカライズはされていないので、日本語化は有志が作成した非公式MODが必要となる。2021年9月23日には、PlayStation 4および、PlayStation 5への移植版が発売され日本向けのPlayStation Storeでも販売されているが、パソコン版同様に日本語は非対応でありMODにも対応していない。
MechWarrior 5:Clans
前作『MechWarrior 5:Mercenaries』と同様のシステムが用いられた作品。氏族による中心領域侵攻作戦を、スモークジャガー氏族の視点から描いている。後述するようにスモークジャガー氏族は中心領域侵攻で残虐な行動を繰り返した事で中心領域の人々から激しい憎悪を向けられた挙句、本拠地の惑星「ハントレス」に攻め込まれて壊滅してしまうので、敗北する事が最初から確定しているシナリオとなる（プレイヤーの選択で氏族を裏切り中心領域側に寝返る展開もある）。2024年10月発売。前作と異なり日本語化ローカライズも行われている。

## アーケードゲーム
PCゲームやコンシューマゲームで展開しているコンピュータゲーム版のバトルテックシリーズとは別にアーケードゲーム版のバトルテックも存在する。
バーチャル・ワールド・エンターテインメント社の開発により、8人程度が同時にプレイできる「メック操縦リアルタイムシミュレータ・アトラクション」としての「Battletech」が運営されている。一時は日本国内の大都市にも『バトルテックセンター』（BattleTech Centers)の名称で展開されていたがすでに撤退している。アメリカではバージョンアップが繰り返されながら維持されていたが、2024年時点ではテキサス州ヒューストンの「Battlefield Houston」内の「MechCorps Entertainment」で唯一稼働しており、アニメコンベンションでの出張営業も行っている。
コクピットを模した密閉できる乗り込み形の筐体を使って、1人が1体のメックを操縦し、最大8人でリアルタイム対戦できる。操縦席に備え付けの低性能のマイクとヘッドホン、またはプレイヤー持ち込みによるインカムセット等で、互いに情報を交換しあってチームバトルを行うこともできる。プレイヤーは初めてのゲームの場合はパイロット登録が必要で、登録を行うとコールサイン、IDナンバーを記載したIDカードを取得できた。搭乗予約に使用、搭乗回数によるルーキー・スタンダード・ヴェテランというランク分けが行われており、店舗側予約端末がその管理を行っていた。
上級モードでは、ユーザーが70を超えるオプションスイッチやフットペダル、複数モニターを設定する事により、操縦桿にある複数のトリガーを各搭載武器に自由に割り振る事ができ、メックの上半身を戦車の砲塔のように旋回させ、進行方向以外の位置の目標を射撃する機能も使用可能になる。また、上級モードではメックの機体温度が上昇した場合、安全装置が働き自動停止してしまうので、テンキー入力により、強制的に安全装置を解除する必要がある。キー入力に失敗するとシャットダウンというメッセージとともにメックが緊急停止、ミサイルやマシンガン系の実弾に引火して自爆という憂き目に遭う。なお、これは武器の強制排除で回避が可能である。1ゲーム終了後には、モニターに客観視点でのリプレイが表示され、各プレイヤーに戦闘経過がプリントアウトされ参加者によるデブリーフィングが行われる。
1989年6月に開催されたCESにて試作機4台が発表され、1990年にアメリカ・シカゴにて初のバトルテックセンターが筐体16基で稼動開始。1992年にはダイフレックス系列の「ダイフレックス・クリエーション」が日本での総代理店となり横浜市の「トレルワン」の32台と渋谷区の「ドクタージーカンズ」の4台で8月から日本に初導入され、「バトルテック」関係のコンテンツでは最も早く日本上陸を果たしている。1993年9月にはダイフレックス・クリエーションの総代理店業務を引き継いだ「ザップ」が中心となり「日本バトルテック協会」を設立し会長・評議委員長に三浦慶政ザップ社長、最高顧問に角川歴彦メディアワークス社長、評議委員に安田均・黒田幸弘・安彦良和・西谷史を据え公式大会の展開を始めとしたゲーム普及やメディアミックスの推進を行い、1994年4月9日には渋谷のドクタージーカンズにて日米4名ずつの代表を招いて初の世界大会となる「日米決戦大会」を開催した。
大型で高価な筐体が使用されていたために、当時の一般のゲームセンターの多くでは設置することはできず、「バトルテックセンター」と呼ばれるこのゲーム専用の屋内型アミュースメントが都市部中心に作られていた。日本では標準的な設定で1プレイ1000円という高額な設定で、店によっては500円の場合もあった。
バトルテックセンターは1994年時点では東京4店と神奈川・愛知・兵庫・大阪・宮崎各1店の日本国内9店舗に対応した筐体を設置し「バーチャルワールド」として展開したが、1995年頃からトレルワンなどで撤去され、日本では短命に終わってしまったが、その後にも『鉄騎』や『機動戦士ガンダム 戦場の絆』など類似したコンセプトのゲームは発表されている。また、コミック「BREAK-AGE」の元ネタにもなっている。

## 小説シリーズ
アメリカでは多数の小説シリーズが発表されており、スター・ウォーズシリーズやスター・トレックシリーズに匹敵する広大な世界観を形成している。なお、日本では富士見ドラゴンノベルズでグレイデス軍団シリーズの翻訳と、富士見ドラゴンブックでリプレイのキャラクター達を主役にした小説が発表された他、富士見ファンタジア文庫から「バトルテック・ノベル」として小説化されたのみである。

## 背景設定
ゲームの舞台となるのは西暦31世紀の銀河系である。
西暦2060年ごろ人類は地球を飛び出し、銀河中に居住可能な惑星を見つけたり、テラ・フォーミングを行い、星間文明圏を築いていた。2400年代になると、各惑星間の紛争が拡し、地球帝国が戦闘マシーン「バトルメック」を開発し、その軍事的優位のもと「星間連盟」が結成される。宇宙船によって惑星間の移動も簡単に行え、通信も極高周波発生装置(HPG)という技術によって恒星間のリアルタイム通信も行うほどで、人類は栄華を極めた。
しかし2766年、かねてより星間連盟首長の座を狙っていたステファン・アマリスが反乱を起こし、当時の連盟首長のリチャード・キャメロンとその一族を虐殺して連盟首長の座を簒奪する。これに対し、リチャードの摂政でSLDF（星間連盟防衛軍）の総司令官アレクサンドル・ケレンスキーが反撃し、内戦が勃発した。11年にも及んだ内戦はケレンスキーの勝利に終わり、簒奪者アマリスと彼の一族は処刑される。だが、ケレンスキーは有力な五大公を集めて会議の開催を呼びかけるも、五大公は応じず、逆に自身が新たな連盟首長であると互いに主張しあい、自らの私設軍の戦力を増強し始めた。この有様にケレンスキーは失望し、2784年、自身を支持するSLDFの将兵たちと共に辺境宙域に「大脱出」していずこかに去り、のちに「氏族(Clan)」と呼ばれる勢力へと変化していく。
2787年に連盟首長の座を巡る継承権戦争が勃発する。継承権戦争は初期の頃はNBC兵器の無差別投入などの暴挙が行われ、数多くの惑星が死の星にされた。
そして、31世紀、中心領域が『バトルテック』の主要な舞台になる。
この中心領域ではクリタ家をはじめとする「五王家」同士が数百年の長きに渡って勢力争いを繰り広げている。打ち続いた戦乱によってしだいに技術が廃れてしまい、主要な物語の舞台となる31世紀には社会が大きく荒廃している。そのため、人類が宇宙に出て栄華を極めた西暦2千数百年代頃の科学技術はオーバーテクノロジーとして扱われており、メックもその過去の超技術の産物の一つである。
各王家はそれぞれの軍隊を揃えているもののその規模は小さく、戦いの主役は契約を交わして戦う傭兵達である。傭兵はチームを組んで戦闘契約を結び、契約主から依頼された戦闘をチーム単位で行う。各チームの個々の傭兵の戦闘能力にはばらつきが見られるため集団戦闘を行い互いをカバーする。また正規軍とは異なり非正規戦闘などにも手を染める。それぞれの傭兵チームは独立採算制となっており、補給は私費となるため、戦場で撃破した敵のメックの部品回収がパイロットの重要な任務となっている。また科学技術が失われつつあるため、メックの新規製造は難しく、過去の遺跡からの発掘や敵軍の鹵獲が中心だったが、3028年に過去の技術の情報が集約されているメモリーコアが発見された事で、かなりの技術が復興し、メックや気圏戦闘機の新造や新規開発が可能となった。
一方、氏族たちは辺境の惑星で小競り合いを繰り返していたが、3050年に大同団結して心領域へ大規模な侵攻を行い、一時は中心領域の30%を占領した。しかし、3052年の惑星ツカイードでの戦いで氏族は敗北、3060年には逆に中心領域の連合軍が氏族の本拠地である惑星ストラナメクティに侵攻し、氏族による中心領域制圧作戦を中止に追い込んでしまう。この激しい戦いでは、1つの氏族が完全に滅ぼされてしまっている。
中心領域では大脱出後の大規模な戦闘により社会が荒廃したため、メック技術の低迷が激しかった。一方の氏族の社会には、このような技術が良く保存されているため、一般的に氏族の機体のほうが性能が良いという形で描かれている。最大の特徴はオムニメックと呼ばれる高性能メックが存在している事で、中心領域のメックを圧倒する性能を持っている。
氏族は各々が動物に由来する名前を持っており、各々がメック戦士（ウォーリア）を中心とする社会を形成、生産者や技術者はそれら戦士に奉仕する形となっている。氏族社会はアレクサンドル・ケレンスキーと彼の息子の語録を神格化する事で特殊な精神社会（思想的には武士道に通じる物が在るとされる）を形成している。その語録の解釈をめぐって氏族間の見解の相違から小競り合いを繰り返してはいるが、社会全体を巻き込む戦乱は社会を混迷や絶滅に追い込みかねない事から、主にメックを用いた決闘という形に紛争調停の手段を求めており、「強い氏族こそが正しい」とする思想の元、氏族を挙げての強い戦士の育成に力を注いでいる。
一般に中心領域のメック戦士は集団での戦闘を得意としており、氏族のメック戦士は名誉を重んじる為、1対1での戦闘を主力としている。また、氏族では格闘戦は不名誉な行為と見なされており、格闘を行う事はほとんど無い他、一撃必殺を重視して実弾兵器を主流にした兵装を好んでいる。3052年のツカイードの戦いでは、格闘戦に弱いという弱点と補給線を絶たれて兵器を運用する事が不可能になった所を衝かれ、格闘戦用兵器とエネルギー兵器を主力にした中心領域のメックに完膚無きまでに叩き潰された。
3060年以降、一部の氏族は中心領域の国家と和解し、中には氏族ごと中心領域の国家に移住してきたものもある。
3067年、コムスターを追い出された保守派たちによる勢力「ワード・オブ・ブレイク」が“聖戦”と呼ばれる大戦を引き起こし、中心領域全域にてNBC兵器の無差別投入や非武装の市民の虐殺を行ったのち、3081年に氏族と継承国家の総攻撃で完全に滅ぼされる。そんな中、ワード・オブ・ブレイク打倒に中心的役割を果たしたデヴリン・ストーンが、地球を中心として「スフィア共和国」を建国し、平和と軍縮の時代に突入する。しかし、3130年、ストーンの引退を機に再び戦乱の時代となり、これが「ダークエイジ」の世界観となる。

### アレス条約
星間連盟結成前の戦乱の時代に締結された条約で、もはや人間社会から戦争は無くせないと諦め、戦争を合法な紛争解決手段と認める代わりに、武力行使に厳格なルールを定めた条約で、非戦闘員への攻撃の禁止、大量破壊兵器の使用禁止や、捕虜となった場合の身の安全の保障などが規定された。これにより、戦争から残虐さが無くなった反面、つまらない諍いでも安易に武力で解決しようとする風潮が生まれてしまう。条約そのものは既に死文と化しているが、ゲームの舞台となる31世紀以降でも、各国は概ね戦場の不文律として条約の精神を守っている。不文律であるため破っても特に罰せられることはないが、アレス条約を無視する傭兵や海賊等は「無法者」と呼ばれ、捕虜になったとしてもアレス条約に基づいた扱いを受けることができなくなる。

### 兵器
バトルメック
単にメックとも呼ぶ。スターリーグ時代に開発された人型マシン。身長は10m前後のものが主流だが、重量は20t前後から100t以上まで様々である。原子力を直接運動エネルギーに変換させる技術を用いており、強力なパワーを持つ。3030年代あたりまでは技術自体が失われており新開発は難しく、スターリーグ時代から親から子へと受け継がれる財産である。
神経反応ヘルメットと呼ばれる特殊なヘッドマウントディスプレイをかぶり、脳波によって人間が自分の体を動かすのと同じように操作できる。かぶらなくとも静止状態での射撃などある程度の操作は可能である。所有者以外がかぶると脳を焼き尽くす電流が流れるようになっており、メックを強奪するのは困難である。これは所有者によって事前に登録された「解除キー」となる一連の動作を行うか、高価で入手困難な暗号解読装置を使用することでのみ回避できる。所有者のミスなども考慮して、電流は致死量には達しないよう設定されていることが多い。
メックの操縦には相当な訓練が必要であり、バトルメックを自在に動かせるようになった戦士を「メックウォリア」と呼ぶ。メックウォリアが操作するバトルメックは、地上では無敵に近い存在であり、メックとまともに対抗出来るのはメックと一部の兵器のみである事から「戦場の覇者」とも呼ばれる。
メック4機で構成される小隊を「ランス」と呼び、通常はこれが最小の戦闘単位である。中隊は指揮小隊・火力小隊・偵察小隊の3個小隊（計12機）、大隊は3個中隊、連隊は3個大隊が正規の編成だが、必ずしも定数を満たしているとは限らず、例えば1個大隊+1個中隊で「連隊」を自称する例もある。小隊指揮官は中尉、中隊長は大尉、大隊長は少佐、連隊長は大佐だが、傭兵部隊にあってはこれも半ば自称に過ぎない。士官学校に相当するメック戦士養成校が継承国家各地に存在し、卒業生は士官（少尉もしくは准尉）扱いとされるが、養成校を卒業したからといってメックを継承できるわけではない。メックを持たないメックウォリアは予備パイロットとしてチャンスを待つか、整備兵になるのが普通である。
可変メック（LAM：Land-Air Mech）
3段変形が可能で柔軟な戦いができる高性能メック。元ネタのデザインは削除されたが、ルールそのものは存続して、「聖戦」の時代にも新型が登場している。欠点としては重量の一部を可変機構に廻さなければならない為、同クラスの機体より基本能力が低い（普通は装甲が減らされる）事と、パイロットがメック技能と併せて戦闘機技能も持たなければならない為、器用貧乏になる事。
気圏戦闘機
大気圏内外で飛行する戦闘機。メックと同じ技術で製造された戦闘機で、メック同様、技術の再発見以前は新たに機体を製造する事が出来ない。空から攻撃するので、重量が同じならメックより強力と言われている。
降下船（ドロップシップ）
宇宙船から地上へ降下するための小型宇宙船(2,000tから20,000t程度)。小型といってもバトルメック数体～数十体と気圏戦闘機数機を搭載するほどの容積があり、歩兵部隊や戦車なども搭載される。ワープ機関を積んだ航宙船は恒星系の外に係留されるのが普通で、恒星系内は降下船が使用される。地上での拠点としての役割もある為、強力な武器と装甲が施されている。
戦車・装甲車
現実の戦車や装甲車が発展したもの。この時代の戦車は陸戦の主力がメックに移った為に、偵察や哨戒、輸送などの補助的な役割を担っている事が多い。メックよりも構造が単純なので現在でも製造が行われており、中にはメックを一撃で撃破するほどの性能を持った戦車も存在する。
航宙船（ジャンプシップ）
カーニィ=フチダ（K=F）機関と呼ばれるワープエンジンを搭載した宇宙船。複数の降下船を接続して恒星間航行を行う。かつては強力な武装が施された宇宙戦艦とも呼べる船も存在したが、継承権戦争で多くが破壊され、民間用の弱武装の船が大多数である。また、メックや気圏戦闘機同様、航宙船を建造する技術も失われた為、航宙船を直接攻撃する事はタブーとなっている。メインエンジンは核融合炉が使用されているが、大半の船は、いったん止めると再起動させる方法が分からないということで、数百年以上も核融合炉の灯を点けっぱなしにして運用されている。ワープエンジンへのエネルギー供給は、時には直径数キロにも及ぶ「帆」を広げ、恒星からのエネルギーを吸収することで行われる。特に急がない限り、これに一週間程度かかる。
バトルアーマー
後の版で登場する、いわばパワードスーツ。連盟時代に起源をもつが、氏族の一つが復活させ、氏族から捕獲した機体を元に中心領域でも生産されるようになる。ゲーム上、一個小隊(4-6人)で1ユニットとして扱われる。
プロトメック
バトルアーマーより大きいが、バトルメックよりも小さい(2-9トン)。氏族の新兵器だが、使用に当たっては、視覚を電子的に強化する手術を受ける必要があるうえ、健康を害することから、氏族の中でもあまり受けが良くない。バトルアーマーと同様、ゲーム上は小隊単位で扱われる。

### 主な勢力圏

#### ドラコ連合 Draconis Combine
小説ではドラコ帝国、メックウォリアなどのゲームではドラコ連合などと訳される。首都惑星は「ルシエン」。日本人の末裔、クリタ家を支配者(肩書はルシエンの公爵で連合国の大統領)として戴く巨大国家。日系人とスラブ系人が多数派で、中世ヨーロッパのような独裁貴族制であり、他国に対する侵略や陰謀などを盛んに行う冷酷な帝国主義国家。3020年代を舞台としたゲーム・小説のほとんどのストーリーでは悪役となっているが、3030年代以降では主役級の活躍を見せている。モデルはアメリカ人のイメージする大日本帝国。
主な人物
タカシ・クリタ (Takashi Kurita 2970-3054)
ドラコ連合大統領。3004年、父の暗殺事件により後を継ぐが、その後長く暗殺事件への関与を疑われ続けた。軍人としても政治家としても有能だが、その病的な猜疑心を恐れられ、部下たちは目立たないように振舞おうとすることから、様々な点でドラコ連合は全力を発揮できないでいる。しかし、意外にも独裁体制の自由化に努めてもいた。戦場でのウルフ竜騎兵団の裏切りに激怒して傭兵追放令を発し、以後、ドラコ連合は傭兵を雇うことが無くなった。氏族の侵攻が続く3054年、首都防衛のための傭兵導入に反対したあげく、高齢にもかかわらず決闘騒ぎを起こして自決した。
セオドア・クリタ (Theodore Kurita 2997-3070)  　
タカシ・クリタの一人息子。猜疑心に満ちた父親との関係が悪かったが、数々の戦争での功績でタカシに認められる。タカシの死後、後継の大統領となり、ドラコ連合の抑圧的な体制の改革な尽力し、また新星間連盟の第二代事務総長も務めた。氏族との戦争の心労で脳卒中で倒れて健康を害し、この後遺症で死去。

#### ライラ共和国 Lyran Commonwealth
タマラー協定領（パキスタンを中心とする南アジア系人種）、ドネガル保護領（ドイツ系）、スカイア連邦（スコットランド系）の3国を主体に、多数の小国家と連合した自由民主主義国家連合であり、ライラという国名は、この3国を3本の弦に見立てたことにちなんでいる。首都惑星は「ターカッド」。シュタイナー家を指導者とし、貴族制ではあるが自由貿易と民主主義を行っている。ただし、完全な民主制ではなく、どちらかと言えば全体主義体制に近い国家となっている。3国の立場は一応平等となっているが、経済力や工業力の差による格差が存在し、「ターカッド」のあるドネガル保護領が、経済的に最も貧しいにも関わらず政治的権限が集中しているため、裕福な他の2国は搾取されていると反発している。特にタマラー協定領では、ドラコ連合に奪われた領土の回復を求める運動が盛んに行われており、それが高じてライラ共和国からの分離独立を求める勢力が台頭し、後年のラサルハグ自由共和国の誕生に繋がっていく。モデルは冷戦時代の旧ソ連など。なお、内戦を経て分裂した後では「ライラ同盟」（Lyran Alliance）と呼ばれる。

#### 恒星連邦 Federated suns
ダヴィオン家が率いる最大勢力の継承国家。首都惑星は「ニューアヴァロン」。ライラ共和国と同盟を結んでいる。星間連盟の継承者の中ではもっとも血統正しいため、他国からも一目置かれている。メックの研究など、星間連盟時代の研究、復古などが盛んに行われている。3028年、連邦国王ハンス・ダヴィオンとライラ共和国次期当主のメリッサ・シュタイナーの結婚式の最中にカペラ大連邦国に宣戦布告して第四次継承権戦争を引き起こし、カペラ大連邦国の半数を制圧する。11年後の3039年にはドラコ連合に侵攻するが、こちらは失敗に終わった。
主な人物
ハンス・ダヴィオン (Hanse Adriaan Davion 2983-3052)
キツネ（The fox）の異名をとる恒星連邦の国王(First Prince)。有能な軍人、政治家で野心家でもあり、中心領域統一の野望をはっきり行動に出している。クリタ家をライバル視しているとともに、数々の秘密工作を受けたことでカペラ大連邦国のリャオ家を個人的に憎悪している。ライラ共和国と同盟し、メリッサ・シュタイナーとの結婚、両国の合邦という輝かしい業績がある半面、その侵略的な政策はコムスターの通信サービス停止の口実となったりもした。また、スピーディーな用兵は強さの秘訣である反面、民間輸送力を大きく削いでしまい、巨額の戦費とともに国内経済を困窮させ、治世の末期には、自由世界同盟からの援助で軍隊を維持する有様だった。氏族の侵攻に際しては、宿敵クリタ家と和解してともに戦い、氏族の撃退に成功するも、過労による心筋梗塞で亡くなる。
メリッサ・シュタイナー=ダヴィオン (Melissa Steiner=Davion 3010-3055)
ライラ共和国の元首、カトリーヌ・シュタイナーの娘。ハンス・ダヴィオンの妻で5人の子を設ける。登場時は軍事的素養の無い、内気で温和な人物として描かれていたが、実態は夫と対等に渡り合える冷徹で有能な政治家であり、母の死後は連邦=共和国の旧ライラ側を上手く統治していた。3055年、公式晩さん会のテレビ中継中に爆弾テロで暗殺され、残された子供達は骨肉の内戦を始めることになる。

#### 連邦＝共和国 Federated Commonwealth / Fed=Com
ハンス・ダヴィオンとメリッサ・シュタイナーの結婚によって誕生した、恒星連邦とライラ共和国の連合国。他国を遥かに上回る領域と国力を持った為に、中心領域をすぐに統一すると思われたが、氏族の侵攻で統一は頓挫。更にハンスとメリッサが相次いで死亡すると、二人の間に産まれた兄妹が骨肉の争いを始めた事で元の2国に分裂してしまう。しかし、旧恒星連邦側は分裂後も「連邦＝共和国」と名乗る。
主な人物
ヴィクター・シュタイナー=ダヴィオン (Victor Ian Steiner-Davion 3030-3134)
ハンスとメリッサの長男。有能な軍人で氏族戦争の英雄として絶大な人気があったが、政治家としては極めて無能。父の死後、恒星連邦の国王となり、旧ライラ側に政府を置いて全土を統治する姿勢を示したが、平和的な民族運動の指導者を暗殺して非難を受け、早々に恒星連邦側に移動を余儀なくされる。そしてさらに、ニューアヴァロンで白血病治療を受けていた自由世界同盟の王子が病死した際、経済援助が断たれるのを恐れるあまり、クローン人間を作ってごまかそうとして失敗、怒りを買って自由世界同盟とカペラ大連邦国からの大規模侵攻を招いたばかりか、国内からも大ひんしゅくを買い、妹 キャサリン・シュタイナー＝ダヴィオンによる旧ライラ同盟側の分離独立の恰好の理由とされた。内戦には勝利したものの政治家としての限界を感じて、もう一人の妹に玉座を譲ってコムスターの司教となる。
キャサリン・シュタイナー＝ダヴィオン (Katherine Morgan Steiner-Davion 3032-3143)
ヴィクターの妹で冷酷な野心家。後に祖母にあやかろうとカトリーナと改名している。母メリッサを暗殺して旧ライラ側の支配権を奪い、内戦をおこしたあげく連邦=共和国を解体させた。内戦に敗れた後は、氏族の一つ「ウルフ氏族」に亡命して余生を過ごした。

#### カペラ大連邦国 Capellan Confederation
リャオ家(漢字では「遼」)が統率する継承国家。中国系の人々が多数派を占める。首都惑星は「シーアン」。かつては広大な領土を持っていたが、継承権戦争で恒星連邦と自由世界同盟に領土を奪われていき、5つある継承国家では最弱の規模となっている。恒星連邦とライラ共和国の同盟に対抗してドラコ連合と自由世界同盟との間に緩い同盟関係を結ぶが、第四次継承権戦争で同盟関係が生かされる事は無く、国土の半数を失い、離反した地区がチコノフ自由共和国、セントアイブス協定として独立する。後にこの時に失った領土の多くは取り戻すことはできたが、最弱の立場は変わらない。

#### チコノフ自由共和国
第四次継承戦争の最中の3029年、故郷チコノフ星を守ろうと考えた連邦国の主席軍事補佐官パーベル・リジック将軍によって建国。地球近辺の23の恒星を支配しており、恒星連邦とライラ共和国の連絡路にあたる重要な位置をしめていた。このため、恒星連邦と同盟していたが、リジック将軍は恒星連邦の秘密工作で暗殺され、3031年の国民投票で恒星連邦に併合される。

#### セントアイブス協定
第四次継承戦争中の3029年、当時のカペラ大連邦国首相の娘カンダス・リャオが建国。彼女は恒星連邦の工作員と結婚し、恒星連邦の属国のような国家運営を行った。3063年、カペラ大連邦国の攻勢に敗れて併合される。
主な人物
スン=ツー・リャオ(SUN-TZU LIAO 3031-3113)
リャオ家中興の祖と吟われた名君。スン=ツーは漢字で｢孫子｣と書く。大連邦国首相だった母ロマーノ・リャオが叔母のカンダスに暗殺された事で、若くして後を継ぐ事になった。当初は能力を疑われたが、即位後瞬く間に頭角を表していき、国内の軍事・政治改革を断行。更に自ら軍の指揮を取って第四次継承権戦争で失われた領土の大半を奪還する。遂には、復活した星間連盟首長の座まで登り詰め、リャオ家の悲願を達成した。
カイ・アラード=リャオ(Kai Allard-LIAO 3030-3113)
カンダス・リャオと恒星連邦の工作員であったジャスティン・アラードとの間で産まれた息子。父親と同じく優秀なメック戦士となり、惑星ソラリスのチャンピオンまで登り詰めた。軍の指揮官としても優秀だが、従兄弟のスン=ツーには及ばず、常に後塵を拝し続けた。3063年にスン=ツーがセントアイブス協定に攻め込んだ時は激しく抵抗するも叶わず降伏。以後はスン=ツーの片腕として活躍した。

#### 自由世界同盟 Free Worlds League
マーリック家が支配する継承国家。首都惑星は「アトレウス」。ライラ共和国に匹敵する国土を持つが、内部は多数の公国に分断されており、内乱が繰り返し発生する不安定な情勢となっている。後年、ワード・オブ・ブレイクと深い結びつきを持ち、彼らの本拠地が国内に置かれた。
主な人物
ヤノス・マーリック (Janos Ricard Thaddeus Marik　2957-3035)
自由世界同盟の総帥(Captain-General)。地方分権の自由世界同盟の集権化を目指しているが、大貴族の反発を抑えらるほどの政治力は無く、実の弟を含む多くの反乱者と対決することになる。どうにか国を危うくするような事態は回避してきたが、3035年に爆弾テロで暗殺され、その後、自由世界同盟は内戦に突入する。
トーマス・マーリック(Thomas Marik 2990-3081)
ヤノスの次代の自由世界同盟総帥。７番目の子供で父の後を継ぐ可能性は無いと思われていたため、コムスターで医学と天文学の研究者として働いていたが、上の兄が次々と死亡、失脚したため、コムスターから呼び戻された。3035年の爆弾テロで死にかけるが、奇跡的に一命を取りとめて総帥に就任。内戦を終結させるとともに国内の改革にも成功し、氏族との戦争に巻き込まれた他国を尻目に、自由世界同盟を中心領域最強の国家に成長させた…のは、洗脳された影武者。本物の方は、ワード・オブ・ブレイク運動の指導者「マスター」として暗躍しつづけた。

#### 自由ラサルハグ共和国 Free Rasalhague Republic
3034年にライラ共和国とドラコ連合の間に誕生した6番目の継承国家。北欧系人種が多数派を占めている。首都惑星は「ラサルハグ」。国家主席は議会で選ばれる事から選定公(Elected Prince)と呼ばれており、初代選定公にはハーコン・マグヌッソンが選ばれた。ライラ共和国のタマラー協定領とドラコ連合のラサルハグ軍管区で行われていた領土回復運動が実を結んだのと、緩衝地域を欲しがっていた両国の思惑によって誕生した。この時、ドラコ政府が現地に何の相談も無くラサルハグ軍管区の残りを割譲したことから、現地で少数派であるドラコ系市民の将来を危惧したドラコ軍守備隊が撤退を拒否して蜂起し、「浪人戦争」となった。3050年に開始された氏族の侵攻で国土の大半を失い、滅亡の危機に瀕する。3052年、惑星「ツカイード」で氏族と継承国家連合軍の一大決戦が行われ、連合軍が勝利した事で国家としての命脈を保つが、最終的には氏族の一部族との同化政策が執られる事になる。

#### コムスター ComStar
元々は星間連盟の通信担当大臣、ジェローム・ブレイクが起こした完全中立を標榜する星間通信を管理する組織だったが、星間連盟崩壊後に性質を変化させてしまい、一種の宗教団体化している。そのため、HPGを作動させる時には、司祭（コムスターの技師）は祈祷文を唱えねばならず、祈祷が無ければ装置が作動しないと信じる者もあらわれる始末となっている。人類発祥の地、地球に本拠地を構えているのと、コムスターなしには全ての惑星が孤立する暗黒時代になってしまうため、全ての国家から暗黙の了解で不可侵の存在となり、コムスター通信の利用料は無限の「お布施」としてコムスターの豊富な資金源となっている。一見中立だが、他にはない過去・現在の秘密情報を握っており、情報機関「ROM」と、軍隊「コムガード」も持ち、陰険な陰謀を影で画策していた。氏族の侵攻を切っ掛けに大規模な改革が行われ、神秘主義的な勢力が一掃されるが、それが後述のワード・オブ・ブレイク誕生に繋がってしまう。
ワード・オブ・ブレイク
コムスターで行われた改革で、中枢から追放された保守派が結成した勢力。コムスターの創始者ジェローム・ブレイクが残した教典の内容を絶対視しており、教典に従わない勢力を敵視している。3058年、コムスターに対してクーデターを起こして地球を乗っ取り、トヤマ派と呼ばれる強硬派が実権を握って以降は軍事力を強化させていった。3067年、ウルフ竜機兵団への奇襲攻撃を契機に“聖戦”と呼ばれる大戦を起こすが、最終的に連合を組んだ継承国家と氏族の総攻撃で完全に滅ぼされる。

#### 辺境
中心領域からやや外れた辺境の惑星群を指す。テラ・フォーミングされてはいるがほとんどが荒野であり、開拓民が苛酷な環境で農業等を起こして暮らしている。アメリカの西部開拓時代がモデル。ほとんどが善良な人々であるが、警察力はほとんどないに等しく、海賊化したものたちが集落を襲い、若者を拉致、強制的に徴用して配下にしてしまうことも少なくない。逆らえば家族ともども虐殺されるため、ほとんど諦めて配下に加わっている。また、海賊の中には自らを勝手に将軍、皇帝、大統領などと名乗り、恐怖を撒き散らす「蛮王国」（ Bandit Kingdoms）と総称されている。海賊化したものたちがたまに中央星域の小国家を襲うことがあるが、バトルメックはほとんど旧式、メックウォリアも正式な訓練を受けたものではなく、本物の傭兵の前では蹴散らされる存在である。しかし、海賊は数が多く、犯罪シンジケート化しているため侮れない。中には中心領域とさほど変わらない地域大国もある。
オベロン連邦
ライラ共和国からの脱走兵ヘンドリック・グリムが建国した蛮王国で、31世紀では3代目。最初は海賊団そのものだったが、近隣の海賊たちと連合してそれなりの規模を持つ星間国家となり、最もまともな蛮王国。
外世界同盟
ドラコ連合と恒星連邦に隣接する国家。辺境ではあるが、経済やテクノロジーの発展度は中心領域の諸国とさほど変わらない地域大国であり、ドラコと連邦の外交戦の舞台となっている。
ケイオスマーチ
連邦=共和国の内戦の後、両国の元々の境界だった地球近辺に生じた小国分立地帯。

#### 氏族（クラン）
PCゲーム「メックウォリア2」「メックウォリア2傭兵部隊」によってはじめて登場した新しい勢力で、その正体はバトルテックの世界で約300年前に行方不明になった軍人たちの末裔である。
西暦2700年中ごろ、星間連盟を崩壊させる大戦争が起こり、アレクサンドル・ケレンスキー将軍が不毛な戦争を嫌い、多数の軍人を連れて中心領域から大脱出した。彼らは居住可能な惑星に分散し、小規模の一族を作り暮らすことになり、中心領域から忘れ去られる。やがて彼らは古代の武士道精神を崇拝し、敗れる位なら死を選び、正々堂々と戦うことを至上のものとする独自の文化を築いていった。
全ての氏族は対立しており、全く別の組織だが、そのルールと鉄の掟のみによって、精神的な団結をしている。
氏族は、上から戦士階級(軍人一般で必ずしもメック乗りばかりでは無い)、科学者階級、技術者階級、一般市民に別れている。戦士階級のほとんどは人工授精によって生まれる「トゥルーボーン True Born」と自称する人々だが、科学者階級がその遺伝子を管理している。彼らは最強の人類へと「進歩」することを究極の目的としており、最も身体能力が優れ、知能が高いとされる人間のみの遺伝子を人工授精によって産み育てる。氏族の人々は姓を持てないのだが、戦士階級に限って、決闘で勝ち取るか大手柄を立てるかすると、人工授精用に遺伝情報を登録される名誉の証に、「ブラッドネーム Blood name」と言う、ケレンスキーとその忠実な支持者達のあわせて800ほどの姓の一つを名乗ることができるようになる。なお、こうした人工授精で職種に応じた形質が極端な形であらわれるため、戦闘機乗りは妙に小柄のやせっぽっちになり、逆にバトルアーマー歩兵は人間離れした体格を持つようになっている。そして人工授精者達の中でも、過酷な訓練を超えたものだけが戦士階級として活躍することを許され、落第した者は、戦士以外の階級で暮らすことになる。氏族間の戦争や氏族内部での争いも憎しみからではなく、戦いという究極の生存競争を行うことで、より強力な戦士のみが生き残り、その遺伝子をまた子孫とするためである。この氏族間の戦争や決闘は「神判」と呼ばれている。
しかし、氏族といえども、人口の多くは自然な形で男女から生まれる人々で、中には、戦士の訓練で落第した人工授精者同士による結婚もある。そのような子供は氏族内では劣等人種、「人腹生まれ(Free birth)」として蔑視される。逆にトゥルーボーンは「キャニスター生まれ」と揶揄されることもある。
氏族と中心領域のファースト・コンタクトの時は、氏族にとっては中心領域の人類は全て劣等人種に見えたのである。ただし「人腹生まれ」であっても勇気と実力を持ち合わせ、万人に示せることが出来れば認められ、究極の名誉として、その「人腹生まれ」の人物の遺伝子が人工授精のための遺伝子リストに加わる。
戦争で捕虜となった者は「ボンズマン」と呼ばれ、その主人に誠心誠意仕えねばならない。ボンズマンの能力や忠誠心が認められた暁には、氏族の一員として迎えられる。そして、このボンズマンの地位をいったん受け入れた後に脱走などをすることは大変な不名誉とされる。ボンズマンになりたくない場合は、儀式的な自殺となる。
中心領域では地球の存在は単に人類発祥の地というだけの歴史の一ページにすぎないが、氏族には特別な思い入れがあり、地球に帰ることを熱望している他、かつての星間連盟の復活を望んでいる。しかし、星間連盟を復活させる手法で大きな対立があり、平和的に星間連盟を復活させようとする勢力は「守護派」、武力で強引に復活させようとする勢力は「侵攻派」と呼ばれている。傭兵部隊のウルフ竜騎兵団が氏族の偵察隊として送り込まれたのは、両者の対立による妥協が原因である。
3050年、中心領域に侵攻してラサルハグ自由共和国の大半を制圧するが、3052年の「ツカイードの戦い」でコムスター軍に完敗し、更に本拠地の「ストラナメクティ」に攻め込まれた事で侵攻派の思惑は完全に頓挫する。
主な人物
アレクサンドル・ケレンスキー将軍 (Aleksandr Sergeyevich Kerensky 2700-2801)
モスクワ市生まれの生粋のロシア人。あまり丈夫ではない文学青年で軍隊に興味は無かったが、大学卒業後、市民としての義務を果たす短期のつもりでSLDFに入隊した。しかし、SLDFでは軍人としての才能を開花させ、辺境の任務で大きな功績をあげるとともに、その誠実な人柄で多くの支持者を得る。その一方、頑な廉直さが任地の権力者達に疎まれ、参謀本部に栄転という格好で体よく地球に追い返されてしまったが、却って星間連盟の中枢で多くの支持者を獲得する結果となり、最終的には連盟の摂政にまで上り詰める。ステファン・アマリスを打倒した後、現状に失望したケレンスキーは、SLDFの約半分を占める熱心な支持者とともに中心領域を脱出(エクソダス作戦)、2年の旅の後に「ペンタゴンワールド」と呼ばれる居住可能な惑星のある星団にたどり着いたが、長旅による士気の低下や路線対立で内戦となり、失意と心労の中で死去した。後継者として指名された息子ニコラスは、忠実な支持者を率いてさらに深宇宙へと脱出し、「氏族」制度を開始した。
主な氏族
ウルフ氏族 (Clan Wolf)
最大勢力の氏族。ケレンスキー将軍の息子ニコラスが加入したことから、最も格式高い氏族だと思い込んでいる。侵攻派に属しているが、現実路線から実際に戦争がはじまると守護派のように行動した。
ジェイドファルコン氏族 (Clan Jade Falcon)
ウルフ氏族に次ぐ大勢力で、侵攻派の筆頭。創設時にニコラスの加入を期待していたが実現しなかったため、ウルフ氏族は自他ともに認める宿命のライバル。
スモークジャガー氏族 (Clan Smoke Jaguar)
ジェイドファルコンと並ぶ侵攻派の代表格。主にドラコ連合に進行して大きな領土を奪い、極端な差別意識から数々の残虐行為を引き起こして中心領域の憎悪の的となる。特に惑星タートルベイの首都エド・シティを軌道爆撃で破壊した行為は、他の氏族からも強い非難を浴びた。後に新星間連盟軍の大反撃の前に滅ぼされ、戦士階級はほぼ絶滅、残りは他の氏族に吸収されてしまった。
ゴーストベア氏族(Clan Ghost Bear)
守護派の代表格であるが、中心領域侵攻に参加し、自由ラサルハグ共和国を滅亡寸前に追いやった。その後、全氏族を挙げて占領地域に移住してくるが、結局は自由ラサルハグ共和国と合邦、「ラサルハグドミニオン」を建国する。
ノバキャット氏族(Clan Nova Cat)
｢神託｣と呼ばれる独自のシャーマニズムに基づいて行動する氏族。傭兵部隊のスノード・イレギュラーズは、この氏族の出身者で占められている。スモークジャガー氏族とは長年の宿敵同士で、先を争ってドラコ連合に攻め込んだ。しかし、スモークジャガー氏族の占領地域のレジスタンスを援助したり、中心領域の反撃の際にはドラコ連合と裏取引をするなどして独自路線を歩み、最終的にドラコ連合に臣従することになった。
ダイヤモンドシャーク氏族(Clan Diamond Shark)
軍事力より商業を重視する氏族。中心領域への侵攻も新しい市場の開拓が目的で、氏族製の優れた技術の多くを中心領域の人々に売り渡した。

### 著名な傭兵部隊
グレイ・デス軍団
ウィリアム・キース・Jr.による小説「バトルテック」の主人公、グレイソン・デス・カーライルが結成した傭兵部隊。グレイソン自身は中量級メックを好む。ドラコ連合の陰謀で父を殺され、無実の罪で投獄されるも脱出、その熱い魂と人柄、驚くべき機転と英知で厳しい困難を克服。中心領域ではトップクラスの能力を持ち、各種PCゲーム内でもたまに名前が登場する。3028年、惑星「ヘルム」で星間連盟時代の技術情報が詰まった「グレイデス・メモリーコア」を発見。技術情報を独占しようとするコムスターの意図に対抗すべく、中心領域の各勢力に無償で情報を提供し、中心領域の技術復興に大きく貢献した。グレイソンが癌で死去した後、連邦=共和国の内戦で壊滅したが、組織の一部は武器メーカーとして再出発している。
ウルフ竜機兵団
中心領域最強と言われる傭兵部隊で、非常に錬度の高いメック戦士と強力なバトルメックを大量に保持している。数々の激戦における手柄の褒美として惑星「アウトリーチ」の統治権を授けられ、そこでで傭兵斡旋業を開始し、各傭兵に「竜騎兵団評価値」というものを付ける。実は氏族から送り込まれた偵察部隊で、エースとして中心領域に名を馳せたナターシャ・ケレンスキー（通称「ブラックウィドウ」）を含むごく少数の士官以外は、隊長以下全て「人腹産まれ」と呼ばれる人々で構成されている。このため、差別の厳しい氏族社会よりも、中心領域の(氏族と比較して)自由で平等な社会を好むようになり、氏族が侵攻してきた時、隊長ジェイム・ウルフ大佐は氏族からの帰還命令を無視し、自らの正体を明らかにしたうえで中心領域の国々に氏族との戦い方を教授した。「聖戦」ではワード･オブ・ブレイクの攻撃で壊滅状態となってしまう。
ケル・ハウンド
メリッサ・シュタイナーの親戚であるモーガン・ケルとパトリック・ケルの兄弟が結成した傭兵部隊。当初は王家の道楽と言われていたが、シュタイナー家のバックアップを受けて急速に戦力を拡大させ、数々の戦場で活躍する。後にモーガンの息子フェランが氏族の一つ「ウルフ氏族」のボンズマンになり、実力を認められて副族長にまで出世したことから、彼等が中心領域に移住する手助けをした。
マッカロン装甲機兵団
“ザ･ビック・マック”とも呼ばれている傭兵部隊。各国を渡り歩いた後にカペラ大連邦国と契約し、惑星1つを永久貸与された。恒星連邦への襲撃を繰り返し成功させており、恒星連邦軍にとっては恐怖の的となっている。
エリダニ軽機隊
星間連盟時代から続く由緒正しい傭兵部隊。ウルフ竜機兵団に匹敵する能力を持ち、ナターシャからの評価も高い。対氏族戦では氏族の本拠地「ストラナメクティ」への攻撃を成功させており、氏族戦争に事実上の決着を付けた。
ノースウィンド・ハイランダーズ
イギリス陸軍のハイランダー大隊にその起源を持つとされる傭兵部隊。星間連盟軍の親衛隊「ロイヤルブラックウォッチ」と深い交流を持ち、ブラックウォッチが壊滅して以降は彼らの子孫を守り続けていた。カペラ大連邦国に長期間に渡って仕えていたが、200年間も報酬が振り込まれなかった事に腹を立てて恒星連邦についた。
ウィルソン軽機兵隊
華々しい戦果ではなく、悲惨な目に逢い続けた事で有名になった傭兵部隊。設立当初は1個大隊ほどの規模だったが、度重なる損害から部隊を立て直す機会に恵まれず、実働戦力が1個小隊程度にまで弱体化してしまう。その後、半世紀以上かかって部隊を再建した。
ハンセン荒くれ機兵団
名称の通り、非常に荒々しい戦いを行う傭兵部隊。ライラ共和国と長期間に渡って契約しており、惑星「ヘスペラスII」の戦いではウルフ竜機兵団を敗退させている。荒っぽい戦い方とは裏腹に駐留している惑星の住民たちとは良好な関係を結んでいる。
スノード・イレギュラーズ
ウルフ竜騎兵団から離脱したグループが結成した傭兵部隊で、初代隊長のクランストン・スノード率いる「イレギュラーズ（はみだし者）」と呼ばれる。ウルフ竜騎兵団同様、氏族を起源に持つが、竜騎兵団首脳部とは異なる部族の出身者で占められている。司令官の“託宣”とも言われる直観力で行動し、戦術パターンも行き当たりばったりで決まった形を持たない為、周囲からは「腕は良いが、変人の集まり」と酷評されている（2代目の司令官ロンダ・スノードに至っては、戦闘中にエルビス・プレスリーの音楽CDを掛ける有様である）。後に元の部族に帰還し、彼らが中心領域に移住する手助けを行った。
ヴァルプルギス装甲騎兵団
グループSNEのメックウォーリアRPGリプレイに登場した傭兵部隊。指揮官の名前から、パローラン装甲騎兵大隊とも呼ばれている。ウルフ竜騎兵団から追放されたヘルヴァ・パローランが結成し、ライラ共和国と長期契約を結んでいる。惑星「アイカー」の戦い（相手はブラックウィドウを含むドラコ軍）で壊滅的なダメージを負ってしまう。残存した偵察小隊「三月兎」は独立任務に従事し、発掘メックを巡るタマラー領土回復運動組織の陰謀に巻き込まれる。
サモンジ独立愚連隊
グループSNEのメックウォーリアRPGリプレイ及び小説に登場した傭兵部隊。元は恒星連邦に仕えていた傭兵部隊「エルミート旋風機士団」の一部だったが、部隊が隊員の反乱によって大ダメージを受けて再編される際に、司令官に疎まれた一派が独立中隊として新たな雇用主ライラ共和国の最辺境にある惑星「エニウェア（ANYWHERE）」の駐屯任務に就かされることになった。当初の戦力は1個中隊で、単に（主に火力小隊を指して）独立愚連隊と呼ばれていたが、ドラコ軍（正確にはラサルハグ領土回復運動組織と結託した裏切り者）の侵攻で偵察小隊は壊滅、クライン中隊長が負傷し、戦力が激減した事を契機に残存の火力小隊のみが独立小隊として再編され、小隊指揮官ユージン・サモンジの名が付け加えられた。小隊メンバーには本来メックウォリアではない整備兵や偵察兵出身のパイロットも含まれている。エニウェアに隠されていたメック工場を巡る一連の事件で様々な陰謀に晒されるが、持ち前の勇気と実力（?）と幸運に支えられて困難を乗り切っていく。彼らによって工場から発見された遺失技術のデータはグレイデス・メモリーコアを補完するものとして大いに役立てられたとも言われる。後にエニウェア大統領の一族である「守護天使（ガーディアン・エンジェル）」小隊を指揮下に取り込み、3050年に氏族の侵攻が行われた時は数個連隊にまで部隊を拡大させていたようで、多数のLAMメックを駆ってラサルハグ自由共和国軍の撤退を援護した。

## 製品一覧
日本語訳された製品のみを記す。
- 『バトルテック』 ジョーダン・K・ワイズマン著、清松みゆき／グループSNE訳、富士見書房、1992年、95頁。ISBN 4-8291-7194-4
- 『シティテック』 L・ロス・バブコックIII世編、清松みゆき／グループSNE訳、富士見書房、1994年、79頁。ISBN 4-8291-7238-X
- 『メックウォリアーRPG』 L・ロス・バブコックIII世編、清松みゆき／グループSNE訳、富士見書房、1993年、227頁。ISBN 4-8291-7220-7
- 『バトルテックがよく分かる本』 清松みゆき／グループSNE、富士見書房、1993年、366頁。ISBN 4-8291-4267-7